# Autorail grande capacité

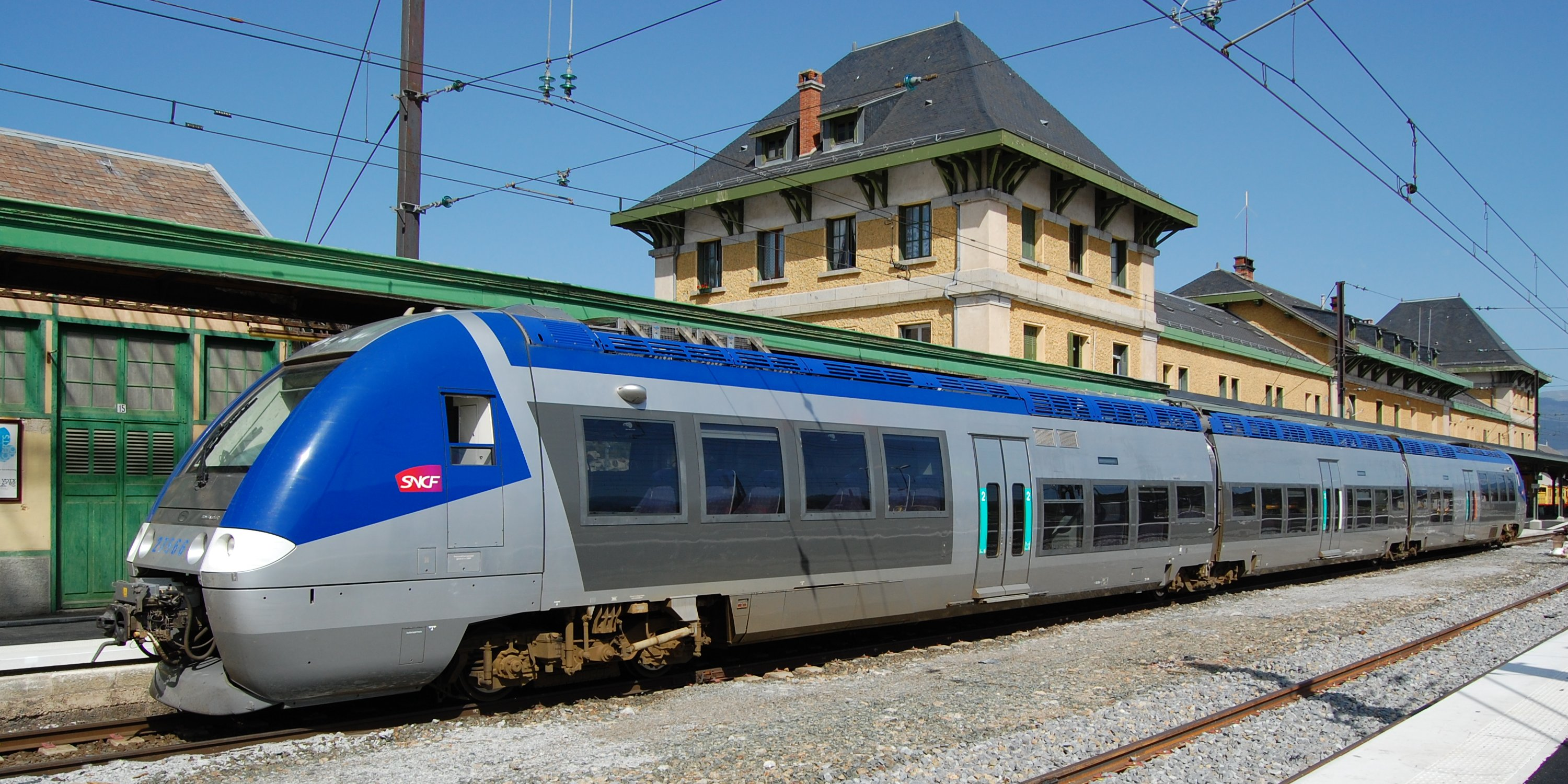
Model Z 27500 în gara Latour-de-Carol-Enveitg din comuna Enveitg (departamentul Pyrénées-Orientales), aproape de granița cu Spania.

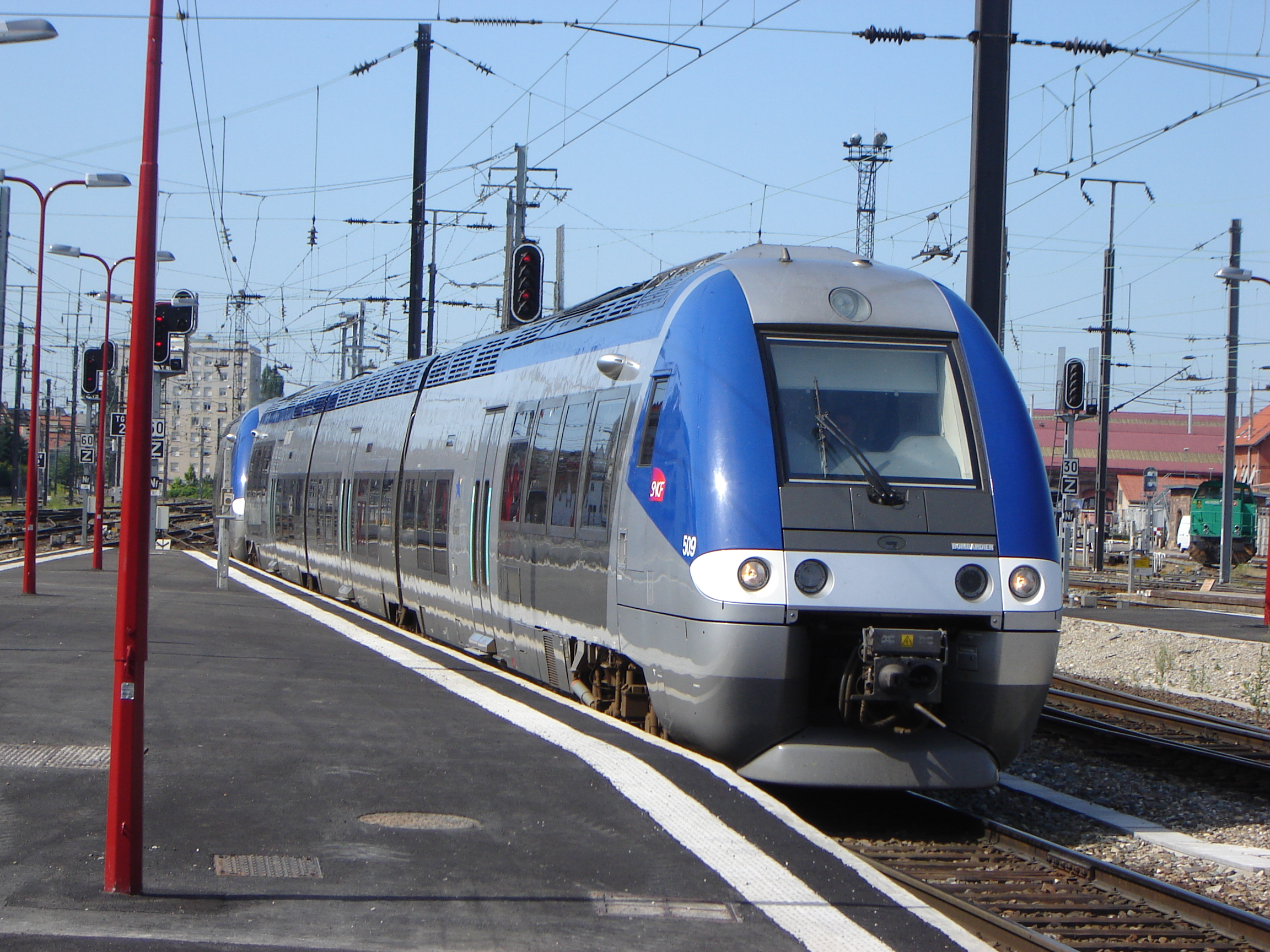
AGC în gara din Strasbourg

Autorail grande capacité, prescurtat AGC (automotor (de) mare capacitate), este un tren construit de Bombardier Transportation la Crespin, în Franța. În urma achiziționării unei licențe de producție, trenul va fi construit și la Cluj de către compania Remarul 16 Februarie. Până în prezent (2010), modelele construite la Crespin circulau doar în Franța. Modelele construite la Cluj vizează piețele din șase țări est-europene: România, Grecia, Bulgaria, Croația, Serbia și Muntenegru.